# Sac amniotique
Le sac amniotique, appelé aussi cavité amniotique, est l'organe caractérisant les Amniotes.  Il contient la progéniture au cours de son développement embryonnaire et fœtal.
Le sac amniotique est constitué de deux membranes :  l'amnios et le chorion.  L'amnios est la membrane intérieure, en contact avec le liquide amniotique.
Chez l'être humain, le sac amniotique est appelé poche des eaux[réf. souhaitée].